# Baronessan och hovmästaren
Baronessan och hovmästaren (engelska: The Baroness and the Butler) är en amerikansk långfilm från 1938 i regi av Walter Lang, med William Powell, Annabella, Helen Westley och Henry Stephenson i rollerna. Manuset bygger på pjäsen Jean av Ladislaus Bus-Fekete.

## Handling
Johann Porok (William Powell) är butler åt greve Albert Sandor (Henry Stephenson), Ungerns premiärminister, och hans familj. Familjen blir chockad när en radioreporter berättar att deras tillknäppta butler har valts till parlamentet som ledare för ett socialistiskt parti. Porok är dock snabb med att meddela greven att detta inte på något sätt förändrar hans anställning hos honom. Grevens dotter, baronessan Katrina Marissey (Annabella), är först inte alls glad över deras butlers, i hennes ögon, svek mot hennes pappa. Men snart börjar känslor växa fram, hennes odugliga make är inget mot den stiliga Porok, trots hans konstiga idéer.

## Rollista
| William Powell     | – Johann Porok                  |
| Annabella          | – Baronessa Katrina Marissey    |
| Helen Westley      | – Grevinna Sandor               |
| Henry Stephenson   | – Greve Albert Sandor           |
| Joseph Schildkraut | – Baron Georg Marissey          |
| J. Edward Bromberg | – Zorda                         |
| Nigel Bruce        | – Major Andros                  |
| Lynn Bari          | – Klari - Maid                  |
| Maurice Cass       | – Radioreporter                 |
| Ivan F. Simpson    | – Greve Dormo                   |
| Alphonse Ethier    | – President                     |
| Claire Du Brey     | – Martha - Kartinas sekreterare |

## Produktion
Filmen bygger på den österrikiska pjäsen Jean från 1936 som året därefter anlänt till Broadway där den spelades under titeln The Lady Has a Heart med Vincent Price i huvudrollen.
Detta var den franska aktrisen Annabellas första Hollywoodroll, men det var även William Powells sista på en lång tid. Han diagnostiserades efter inspelningen med cancer och var sjuk i två år innan han kunde spela in film på nytt.